# Diocesi di Fano-Fossombrone-Cagli-Pergola

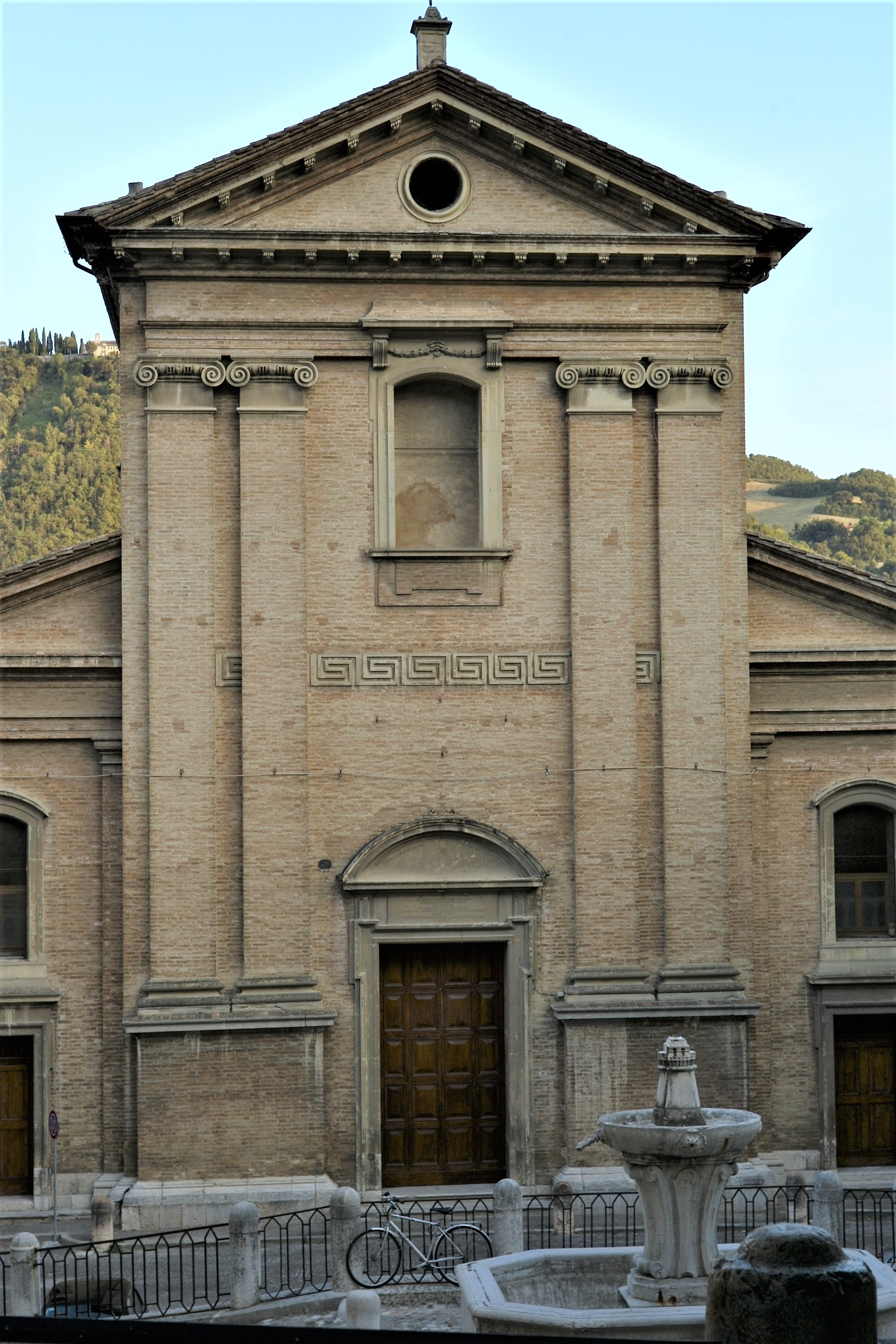
Facciata della concattedrale di Fossombrone

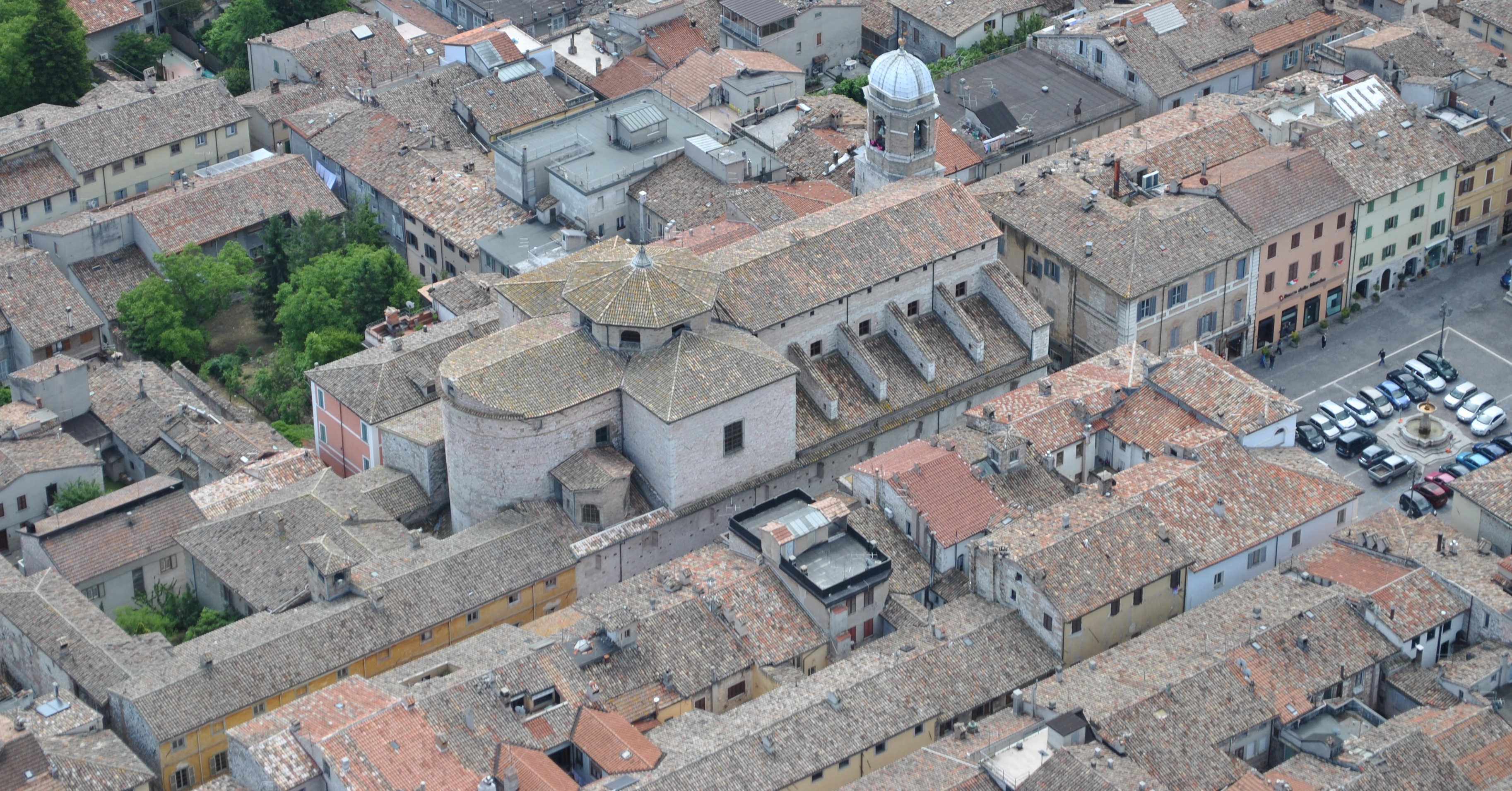
Veduta aerea della concattedrale di Cagli; per dimensioni è la chiesa più grande della diocesi.

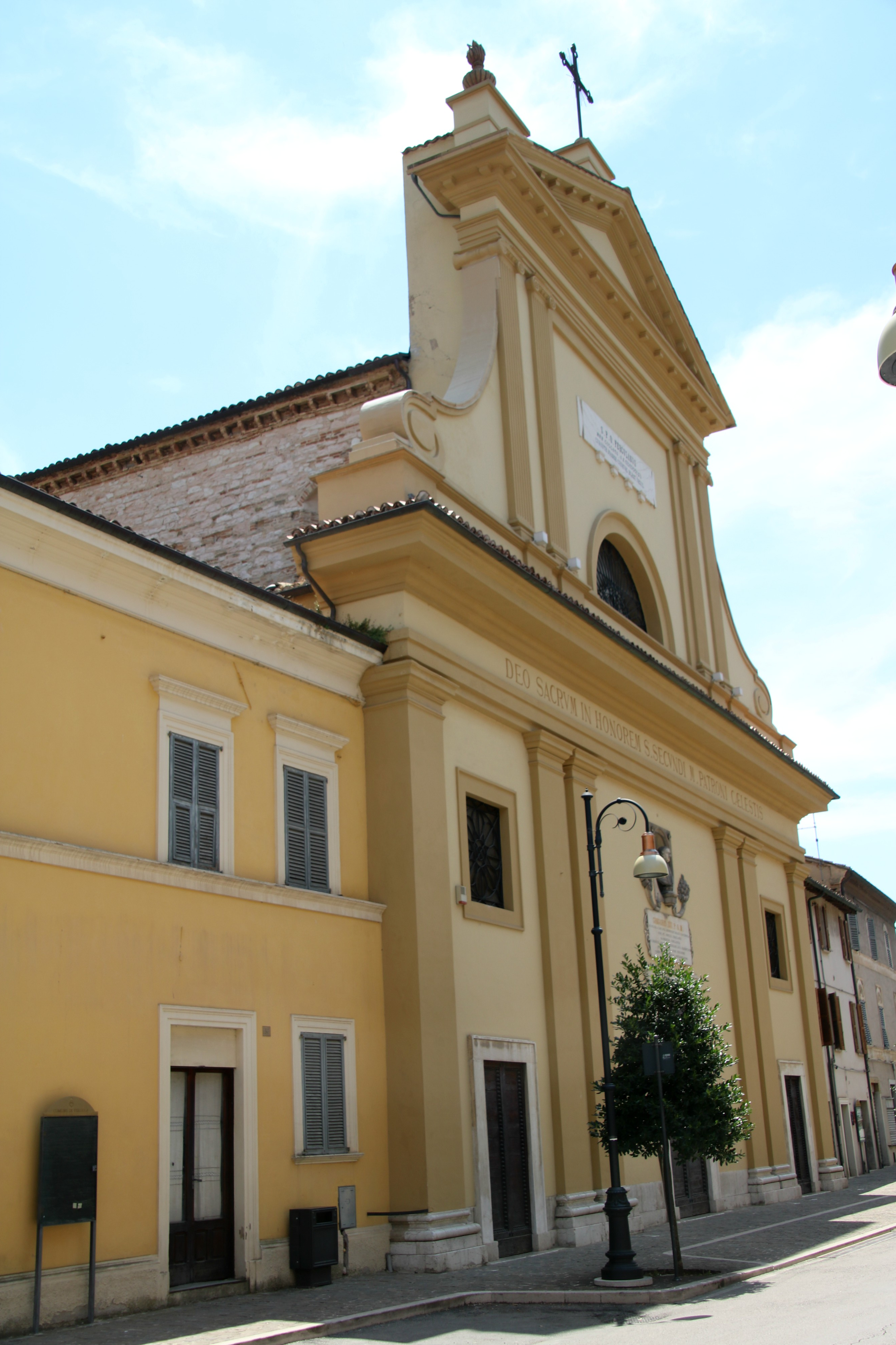
Facciata della concattedrale di Pergola

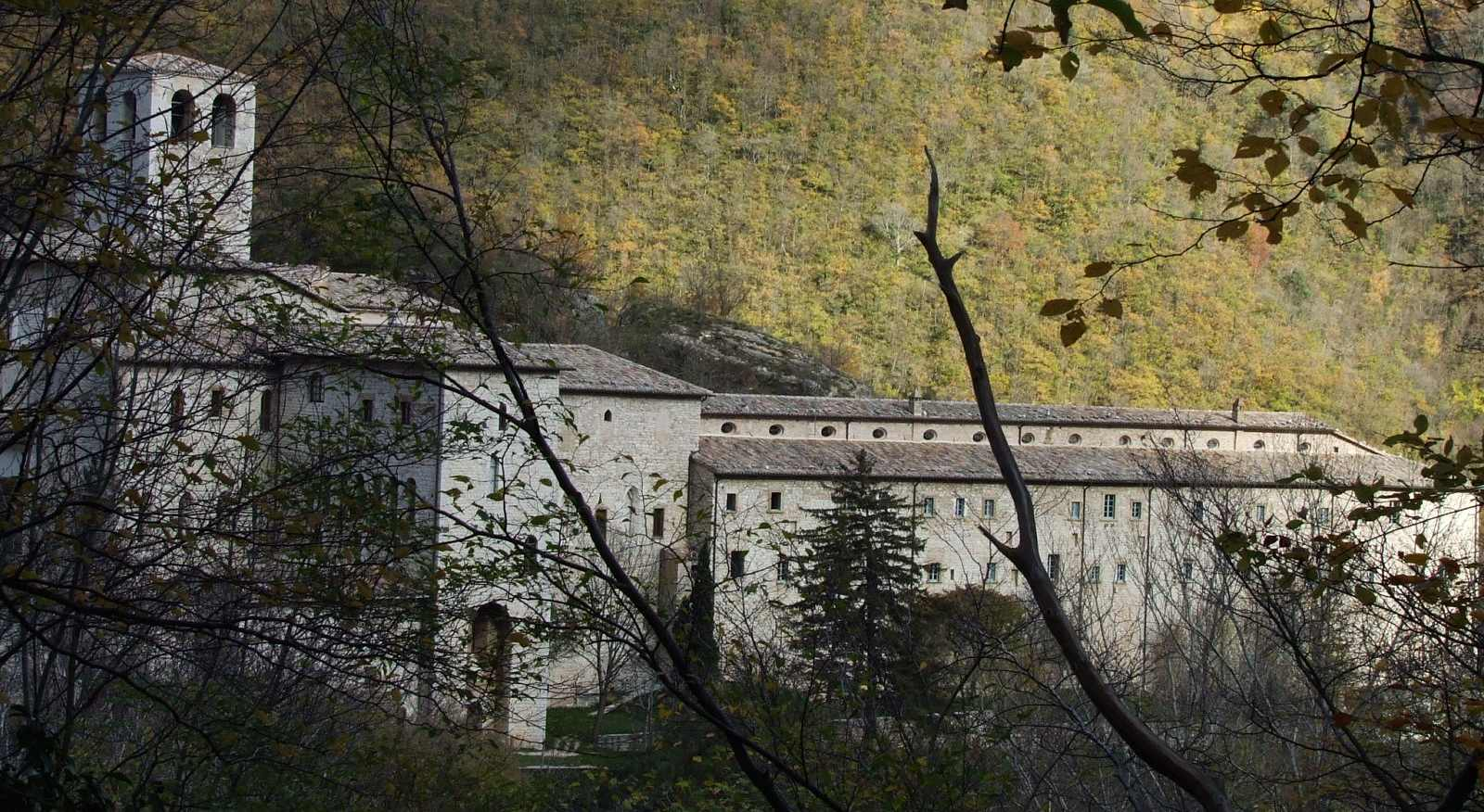
Il monastero di Fonte Avellana è uno dei luoghi religiosi più importanti della diocesi

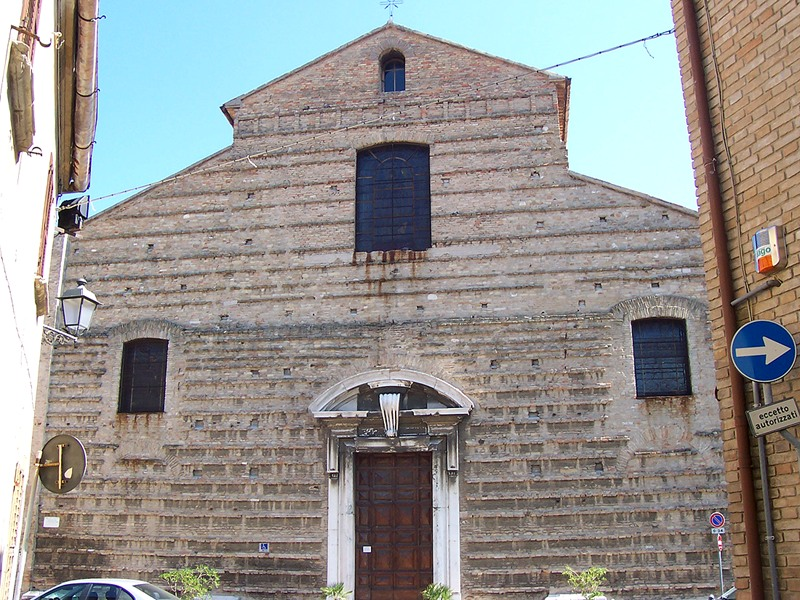
La basilica minore di San Paterniano a Fano

La diocesi di Fano-Fossombrone-Cagli-Pergola (in latino Dioecesis Fanensis-Forosemproniensis-Calliensis-Pergulana) è una sede della Chiesa cattolica in Italia suffraganea dell'arcidiocesi di Pesaro appartenente alla regione ecclesiastica Marche. Nel 2023 contava 134.500 battezzati su 142.300 abitanti. È retta dal vescovo Andrea Andreozzi.

## Territorio
La diocesi comprende la parte meridionale della provincia di Pesaro e Urbino coincidente in buona parte con la valle del fiume Metauro, ed una piccola porzione della provincia di Ancona. Essa si estende su 23 comuni: Apecchio, Arcevia (in provincia di Ancona, per le frazioni di Palazzo e Nidastore), Barchi, Cagli, Cartoceto, Fano, Fossombrone (esclusa la frazione di Calmazzo), Fratte Rosa, Frontone, Isola del Piano (per la sola frazione di Castelgagliardo), Mombaroccio (per la sola frazione di Montegiano), Mondavio, Mondolfo (esclusivamente per la parte nord della frazione di Marotta), Montefelcino (escluse le frazioni di Monteguiduccio e Fontecorniale), Montemaggiore al Metauro, Orciano di Pesaro, Pergola, Piagge, Saltara, San Costanzo (esclusa la frazione di Stacciola), San Giorgio di Pesaro, San Lorenzo in Campo, Sant'Ippolito, Serra Sant'Abbondio, Serrungarina.
La diocesi confina a nord con l'arcidiocesi di Pesaro, a nord-ovest con l'arcidiocesi di Urbino-Urbania-Sant'Angelo in Vado, a ovest con le diocesi di Gubbio, di Fabriano-Matelica e di Città di Castello, a sud con la diocesi di Senigallia.
Sede vescovile è la città di Fano, dove si trova la cattedrale di Santa Maria Maggiore. La diocesi ha tre concattedrali: a Fossombrone Sant'Aldebrando, a Cagli Santa Maria Assunta, a Pergola Sant'Andrea. Nel territorio sorgono anche tre basiliche minori: San Paterniano a Fano, San Lorenzo a San Lorenzo in Campo e la basilica della Santa Croce nel monastero di Fonte Avellana.

### Vicarie e parrocchie
Il territorio si estende su 1.100 km² ed è suddiviso in 73 parrocchie, raggruppate in 5 vicarie: Fano, Valle del Metauro, Fossombrone, Cagli e Pergola.

## Storia
L'odierna diocesi nasce nel 1986 dall'unione di quattro precedenti sedi episcopali.

### Diocesi di Fano
Incerte sono le origini della diocesi. Secondo la tradizione, riportata dallo storico fanese Amiani, l'evangelizzazione di Fano è dovuta la passaggio in città dell'apostolo san Pietro, di sant'Apollinare e di un vescovo di nome Tolomeo. Storicamente, i primi dati certi risalgono alla fine del V secolo con il vescovo san Vitale che nel 499 fu presente al sinodo romano voluto da papa Simmaco e che firmò i decreti con il titolo di vescovo di Fano; similmente sant'Eusebio, poco più tardi, firmò quelli del sinodo del 6 novembre 502. In linea con queste fonti possiamo affermare senza dubbio che la diocesi di Fano risale almeno alla fine del V secolo, anche se la leggenda vuole che sia stata fondata nel I secolo.
La diocesi di Fano fin dall'antichità era immediatamente soggetta alla Santa Sede, status che mantenne fino al 1986. Tra i primi vescovi di Fano si ricordano Fortunato, destinatario nel 596 di una lettera di Gregorio Magno; Scolastico, che prese parte al concilio lateranense del 649 dove fu condannata l'eresia monotelita; Domenico, che nel 680 figurò tra i vescovi che rinnovarono questa condanna nel concilio indetto da papa Agatone; e poi ancora Amato, Mauro e Agriperto, che parteciparono ai concili romani, rispettivamente nel 743, nel 769 e nell'826.
Tra il 755 e il 774 il centro religioso di Fano fu donato dai Franchi di Pipino e Carlo Magno alla Chiesa. Pur essendo questo territorio sotto il dominio diretto dei papi, mantenne una discreta autonomia. Nel 1335 papa Benedetto XII incaricò la signoria dei Malatesta di assumere il vicariato della città. Tuttavia essi restarono fino al 1463 in seguito a ribellioni popolari dei fanesi nei confronti di Sigismondo Malatesta. Tali rivolte erano mirate a ottenere un governatorato del tutto ecclesiastico: perciò, a partire da quella data, la Chiesa mise a capo del territorio un governatore pontificio.
Nel Cinquecento la sede fanese fu occupata da uno dei più illustri teologi del secolo, il cardinale domenicano Pietro Bertani, che prese parte al concilio di Trento; fu anche nunzio apostolico presso l'imperatore Carlo V d'Asburgo; a Fano favorì diverse opere pubbliche, tra cui la fontana di Piazza Maggiore e la chiesa di San Paterniano.
I successivi vescovi fanesi si impegnarono in particolare per l'attuazione dei decreti di riforma stabiliti al concilio tridentino. Al vescovo Francesco Rusticucci si deve la fondazione del seminario vescovile nel 1575. Giulio Ottinelli (1587-1603) celebrò il primo sinodo diocesano, curò il neoeretto seminario, fece arrivare in diocesi i Minimi, ed accolse in città papa Clemente VIII, nativo di Fano.
In questo stesso periodo, ai vescovi di Fano furono spesso affidati incarichi diplomatici per conto della Santa Sede. Oltre al già citato Pietro Bertani, si possono ricordare Ippolito Capilupi, nunzio a Venezia dal 1561 al 1565; Giulio Ottinelli, nunzio presso i Savoia fino al 1592; Tommaso Lapis (1603-1622), che per brevi periodi fu nunzio in Polonia e poi in Spagna; Giulio Cesare Sacchetti (1626-1635), legato pontificio a Ferrara e a Bologna; Angelo Maria Ranuzzi, che nel 1683 fu inviato nunzio straordinario a Parigi.
Durante il periodo napoleonico, la diocesi visse momenti difficili e a farne le spese furono soprattutto i loro vescovi. Antonio Gabriele Severoli fu esiliato dai francesi a Castrocaro, mentre il successore Francesco Paolucci Mancinelli soffrì il carcere e l'esilio dal 1809 al 1814. Spettò a Nicola Serarcangeli (1817-1833) risollevare le sorti della diocesi dopo questo turbolento periodo: «Visitò più volte la diocesi, riportò in vita il seminario, introdusse per primo l'istituto delle Maestre Pie Venerini, riaprì monasteri di monache, curò i beni della mensa vescovile, cui aggiunse una casa di campagna, dotò la cattedrale di un nuovo organo…»
Dopo l'unità il vescovo Vespasiani fu processato e incarcerato il giovedì santo 17 aprile 1862, per aver difeso i diritti della Chiesa contro i soprusi dello Stato unitario.
Su istanza del vescovo Vincenzo Franceschini (1896-1916), papa Pio X istituì a Fano il seminario regionale delle Marche. Il successore Giustino Sanchini (1916-1937) fondò il "Bollettino Ufficiale della Diocesi".

### Diocesi di Fossombrone
Il nome dell'antica città di Fossombrone sembra derivare dal latino Forum Sempronii, ossia dal triumviro Gaio Sempronio Gracco, che era giunto in questo luoghi, attorno al 133 a.C., per l'attuazione della riforma agraria.
Il vangelo di Cristo fu portato in questa zona da san Feliciano di Foligno, attorno al III secolo. Durante l'impero di Diocleziano si ebbero i primi martiri locali. Ancora oggi le spoglie mortali dei martiri Marenzo, Fravita, Urbano, Vincenzo e Martiniano sono conservate nella cattedrale, mentre quelle dei martiri Aquilino, Gemino, Gelasio, Magno, Donato e Timoteo sono conservate nella chiesa di san Filippo.
Molti di questi santi sono menzionati nel Martyrologium Hieronymianum, cosa che attesterebbe l'antichità della presenza cristiana nel territorio. Secondo lo storico locale Augusto Vernarecci, uno di questi martiri, Timoteo, sarebbe stato il primo vescovo di Fossombrone, ed avrebbe subito il martirio sotto l'imperatore Diocleziano.
Dal punto di vista storico, la diocesi di Fossombrone è attestata con certezza durante il pontificato di papa Simmaco (498-514); tra i vescovi che presero parte ai concili del 499 e del 502 figura anche Innocenzo, episcopus ecclesiae Forosemproniensis. Verso la metà del VI secolo è noto il vescovo Paolino, che nel 559 è documentato in una lettera di papa Pelagio I per essersi rifiutato di sottoscrivere la condanna dei Tre Capitoli.
Nel V secolo le scorribande barbariche ad opera dei Goti devastarono la città. Dopo la battaglia vinta dal bizantino Narsete, Fossombrone passò sotto l'Esarcato di Ravenna e fece parte della Pentapoli Annonaria insieme a Urbino, Cagli, Gubbio e Jesi. Nell'VIII secolo la città fu distrutta dai Longobardi guidati da Liutprando e successivamente ricostruita. In questo periodo turbolento, non si hanno notizie sicure di vescovi di Fossombrone, fino al IX secolo, quando è documentata la presenza di vescovi forsempronesi ai concili romani dell'826, dell'853 e dell'869.
Nel 1057 papa Vittore II per sovvenire alla povertà del vescovo di Fossombrone, distaccò dalla diocesi di Senigallia la Massa di Sorbetolo e l'attribuì alla mensa vescovile di Fossombrone con tutti i diritti ecclesiastici e feudali: così Loretello, Nidastore, Montesecco, San Pietro e Palazzo divennero parte integrante della diocesi di Fossombrone. Il vescovo di Senigallia non accettò questa ampia sottrazione della sua diocesi e le liti con Fossombrone, durarono per quasi duecento anni.
Nel 999 l'imperatore Ottone III fece dono della città a papa Silvestro II e, verso il 1200, con papa Innocenzo III divenne un feudo di Azzo VI d'Este. Con bolla di papa Onorio III del 19 maggio 1224 furono definiti i confini della diocesi; e con atto di infeudazione del 12 luglio 1228 Azzo VII concesse per tre anni in feudo al vescovo Monaldo II la città di Fossombrone e tutti i castelli, le ville e gli abitanti del contado. Successivamente la città passò sotto la signoria riminese dei Malatesta. Galeazzo Malatesta la vendette per 13.000 fiorini d'oro a Federico da Montefeltro, il quale la cedette alla nobile casata dei Della Rovere.
Nella prima metà del XIII secolo la sede vescovile fu occupata da sant'Aldebrando (circa 1230-1250), canonico di Santa Maria di Porto presso Ravenna, preposito della cattedrale di Rimini, e predicatore contro i patarini riminesi; eletto vescovo di Fossombrone probabilmente verso la metà del 1230, si occupò principalmente di ricostruire la cattedrale, distrutta dai fanesi, e di riordinare la situazione patrimoniale della sua diocesi. È venerato come santo protettore di Fossombrone.
Il 4 giugno 1563 la diocesi, fino ad allora immediatamente soggetta alla Santa Sede, entrò a far parte della provincia ecclesiastica dell'arcidiocesi di Urbino.
Nel 1581 ebbe origine il seminario diocesano grazie all'opera del vescovo Ottavio Accoramboni, che lo aprì nel proprio palazzo nobiliare; esso fu in seguito ampliato dal vescovo Giambattista Zeccadoro. Allo stesso Accoramboni si deve la celebrazione dei primi sinodi sulla scia delle indicazioni del concilio di Trento.
Con risoluzione pontificia del 15 novembre 1632, che pose fine ad una vecchia controversia, alla diocesi di Fossombrone furono unite le parrocchie e i territori, noti come Ravignana, che fino a quel momento dipendevano dal monastero di Classe di Ravenna, ossia i castelli di Fratte Rosa, Torre San Marco, Montevecchio, Monterolo e San Vito sul Cesano. In cambio ai monaci di Classe fu donata in Fossombrone la chiesa di Santa Francesca Romana con il terreno circostante per l'edificazione di un monastero (mai costruito).
La seconda metà del XVII secolo vide il più lungo episcopato nella storia della diocesi, quello di Giambattista Zeccadoro, vescovo dal 1648 al 1696 (48 anni).
Durante l'epoca napoleonica, il vescovo Giulio Maria Alvisini (1808-1823) si rifiutò di prestare giuramento di fedeltà a Napoleone Bonaparte e per questo fu mandato in esilio per sei anni.
Dopo l'Unità d'Italia il vescovo Filippo Fratellini (1851-1884) fu processato per aver risposto ad una circolare ministeriale ingiuriosa nei confronti dell'episcopato.
In un bollettino diocesano risalente al 1932, circa la raccolta delle offerte parrocchiali, si elencano i seguenti comuni e frazioni, appartenenti a quella data alla sede forsempronese: Fossombrone, Bellaguardia, Cartoceto di Pergola, Caspessa, Castelgagliardo, Fratte Rosa, Isola di Fano, Lastreto, Loretello, Montalto, Montefelcino, Montemontanaro, Montesecco, Montevecchio, Monterolo, Nidastore, Palazzo, Reforzate, Sant'Anna del Furlo, San Gervasio, Sant'Ippolito, Santa Maria della Valle, San Martino Casalduca, San Martino dei Muri, San Pietro in Musio, San Vito sul Cesano, Sorbolongo, San Bartolo, Torre San Marco, Torricella, Villa del Monte.
Al momento della plena unione con le diocesi di Fano, Cagli e Pergola, la diocesi di Fossombrone comprendeva 16 parrocchie:
- 2 nel comune di Arcevia: Santi Pietro e Stefano in Palazzo, e Santa Maria Assunta in Nidastore;
- 1 nell'ex comune di Barchi: San Maurizio;
- 6 nel comune di Fossombrone: Santi Aldebrando e Agostino (cattedrale), Sant'Antonio abate, Santi Gabriele dell'Addolorata e Martino, Santi Giovanni Battista, Michele e Vitale in Isola di Fano, Santa Maria Ausiliatrice, San Martino;
- 1 nel comune di Fratte Rosa: Santi Giorgio e Marco;
- 2 nel comune di Montefelcino: Santi Pietro, Paolo, Marco e Severo, e San Giuseppe lavoratore;
- 1 nel comune di Pergola: Santi Pietro e Lucia in Pergola;
- 2 nel comune di Sant'Ippolito: Sant'Ippolito, Santa Maria del Rosario;
- 1 nel comune di San Lorenzo in Campo: San Vito in San Vito sul Cesano.

### Diocesi di Cagli
La regione posta in una posizione favorevole lungo la via Flaminia, fu facile zona di evangelizzazione fin dai primi anni delle comunità cristiane. Municipium in epoca romana «si estendeva dal Candigliano al Cesano, da Punta Cale del Furlo al spartiacque appenninico».
Secondo Louis Duchesne, la diocesi di Cagli, storicamente accertata solo dall'VIII secolo, deriva dall'antica sede di Pitinum Mergens, a 8 km. circa da Cagli, di cui sarebbe noto un vescovo, Romano, che prese parte al concilio romano indetto da papa Simmaco nel 499.
La tradizione ha attribuito alla diocesi altri due vescovi, Greciano, presente al concilio di Rimini del 359, e Vaticano, presente a Roma nel 502 ad un altro sinodo indetto da papa Simmaco. Tuttavia è incerta la loro attribuzione, perché le lezioni dei manoscritti non rendono certa la loro appartenenza a Cagli. Questa difficoltà emerge anche per molti degli altri vescovi attribuiti a Cagli nel primo millennio cristiano.
Dopo la caduta dell'Impero romano d'Occidente la diocesi vide l'arrivo dei barbari; venne tuttavia risparmiata da incendi e da distruzioni, grazie anche all'ubicazione favorevole. In seguito questo territorio fu dominato dai Goti, dai Bizantini e poi dai Longobardi. Infine papa Stefano II (752-757), grazie all'aiuto di Pipino, re dei Franchi, riuscì a strappare ai Longobardi il territorio cagliese.
A partire da quest'epoca sono attestati con certezza i primi vescovi di Cagli: Gioviano, che figura tra i padri del concilio lateranense indetto da papa Stefano III nel 769 per deporre l'antipapa Costantino II; Adelfredo che, secondo lo storico Tarducci, fu presente a Roma nel 774 quando in città arrivò il re franco Carlo Magno; Passivo, Andrea e Martino, che presero parte ai concili romani, rispettivamente nell'826, nell'853 e nell'861.
La seconda metà del XII secolo è segnata dalla presenza sulla cattedra vescovile di Cagli di san Rainerio, amico di sant'Ubaldo, vescovo di Gubbio; Rainerio fu vescovo cagliese dal 1160 al 1175, anno in cui fu trasferito alla sede arcivescovile di Spalato, dove morì, ucciso per aver difeso i beni della Chiesa, nel 1180.
Il 4 giugno 1563 la diocesi, fino ad allora immediatamente soggetta alla Santa Sede, divenne suffraganea dell'arcidiocesi di Urbino.
Il vescovo Giovanni Battista Torleoni (1565-1567) fu il primo ad applicare in diocesi i decreti di riforma promulgati dal concilio di Trento attraverso l'indizione di due sinodi diocesani. Si deve invece a Pacifico Trani l'istituzione del seminario vescovile nel giugno del 1644.
Nel corso del XVII secolo fu rifatta l'antica cattedrale cagliese; i lavori di ricostruzione, iniziati dal vescovo Trani nel 1646, furono portati a termine da Andrea Tamantini, che consacrò solennemente il nuovo edificio il 10 ottobre 1677.
Durante l'episcopato di Lodovico Agostino Bertozzi, la città di Cagli fu colpita da un tremendo terremoto, il giorno di Pentecoste, 3 giugno 1781, e lo stesso vescovo si salvò per miracolo dal parziale crollo della cattedrale, durante la celebrazione liturgica, che causò la morte di settantacinque persone. Bertozzi di impegnò in prima persona a raccogliere i fondi necessari per a ricostruzione della cattedrale e degli edifici distrutti della città.
Dal 18 gennaio 1819 la diocesi di Cagli fu unita aeque principaliter alla diocesi di Pergola, eretta con territori sottratti alla sede cagliese.
Nel 1984 la diocesi acquisì le parrocchie nel comune di Apecchio fino ad allora appartenute alla diocesi di Città di Castello.
Al momento della plena unione con le diocesi di Fano, Fossombrone e Pergola, la diocesi di Cagli comprendeva 13 parrocchie:
- 2 nel comune di Apecchio: San Martino e Santa Maria Assunta in Serravalle di Carda;
- 8 nel comune di Cagli: Santa Maria Assunta (cattedrale), Sacro Cuore di Gesù in Pianello, Santa Maria ad Nives in Tarugo, Santi Cristofoco e Nicolò in Secchiano, Santa Maria Assunta in Naro, San Pietro in Pianello, San Severo in Smirra, Beata Vergine del Rosario in Acquaviva;
- 1 nel comune di Frontone: Cuore Immacolato di Maria;
- 2 nel comune di Piobbico: San Donato, Santa Maria in Val d'Abisso.

### Diocesi di Pergola

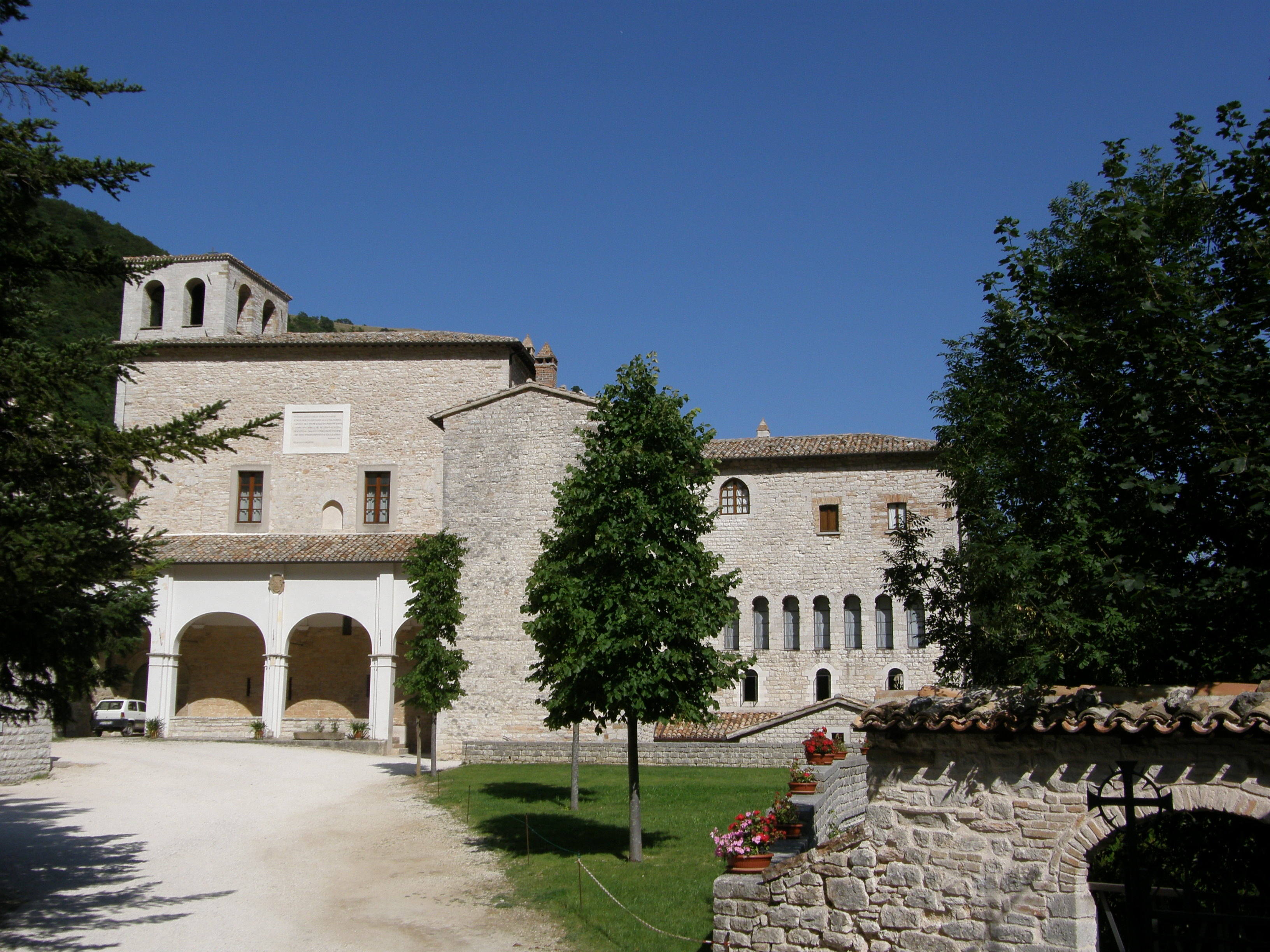
Il piazzale antistante la basilica di Fonte Avellana; sulla sinistra l'entrata al chiostro e sulla destra lo scriptorium.

Agli inizi dell'Ottocento i territori della futura diocesi di Pergola vivevano una situazione giuridica abbastanza complessa, essendo sottoposti alla giurisdizione di diversi enti ecclesiastici:
- la maggior parte della città di Pergola e del suo territorio appartenevano alla diocesi di Gubbio;
- il territorio a destra del fiume Cesano andando verso il mare, dalla sua sorgente nel Catria, compreso il convento degli Zoccolanti, la chiesa della Madonna in Cotano a Valrea[23], quella delle Tinte, la Madonna del Ponte, Serralta, Colgodeccio, la Pantana di là del Cesano e Sant'Onofrio, facevano parte della diocesi di Nocera Umbra; questi territori era ciò che restava dell'antico ducato longobardo di Spoleto e del gastaldato di Nocera;
- inoltre l'abbazia territoriale di Nonantola esercitava la sua giurisdizione sulla parrocchia di San Marco la cui chiesa era dentro le mura della città con intorno il suo quartiere e gran parte del territorio fuori le mura,
- l'abate di Sitria aveva giurisdizione sulla parrocchia di Santa Maria sulla Piazza Grande, mentre quello di Fonte Avellana sulla parrocchia di Sant'Andrea;
- infine la diocesi di Cagli si incuneava nel quartiere delle Conce con la parrocchia di San Biagio.

Papa Pio VII volle unire tutti questi territori pergolesi alla diocesi di Cagli; l'intento fu raggiunto una volta superata l'opposizione del vescovo di Gubbio (a cui concesse in cambio l'esenzione dalla giurisdizione metropolitica dell'arcivescovo di Urbino) con la bolla Romani Pontifices del 31 gennaio 1818. Il 25 maggio successivo Carlo Monti, trasferito dalla diocesi di Sarsina, fu nominato vescovo dell'ampliata diocesi di Cagli.
Tuttavia, su istanza degli abitanti di Pergola, la città ed il suo antico territorio, con l'aggiunta di una porzione di territorio sottratta a Cagli, furono elevati a diocesi dal medesimo papa con la bolla Commissa tenuitati del 18 gennaio 1819; contestualmente la nuova diocesi di Pergola fu unita aeque principaliter alla diocesi di Cagli.
La diocesi ebbe una propria cattedrale, nella grande chiesa di Sant'Agostino, ristrutturata con i finanziamenti di papa Gregorio XVI e portata a termine nel 1841. Gli Agostiniani furono trasferiti nell'imponente chiesa di San Francesco, abbandonata dai Francescani Conventuali; il palazzo vescovile fu ricavato nel convento di Sant'Agostino, assieme al seminario con una ventina di alunni. All'inizio del Novecento il vescovo Ettore Fronzi (1908-1918) decise di chiudere il seminario di Pergola e di trasferire i seminaristi nell'unico seminario di Cagli.
L'8 luglio 1836, con il breve Bonum pastorem, papa Gregorio XVI soppresse l'abbazia nullius di San Lorenzo in Campo e incorporò il suo territorio alla diocesi di Pergola.
Nel 1984 la diocesi acquisì la parrocchia di San Bartolomeo Martire di Percozzone, frazione di Pergola, fino ad allora sottomessa ai vescovi di Nocera Umbra e Gualdo Tadino.
Al momento della plena unione con le diocesi di Fano, Fossombrone e Cagli, la diocesi di Pergola comprendeva 7 parrocchie:
- 1 nel comune di Mondavio: Santa Maria Assunta;
- 4 nel comune di Pergola: Sant'Andrea (cattedrale), Santi Francesco e Biagio, Sacro Cuore di Gesù in Bellisio Solfare, Santa Maria Assunta;
- 1 nel comune di San Lorenzo in Campo: Santi Biagio e Martino;
- 1 nel comune di Serra Sant'Abbondio: Santi Biagio e Abbondio.

### Diocesi di Fano-Fossombrone-Cagli-Pergola

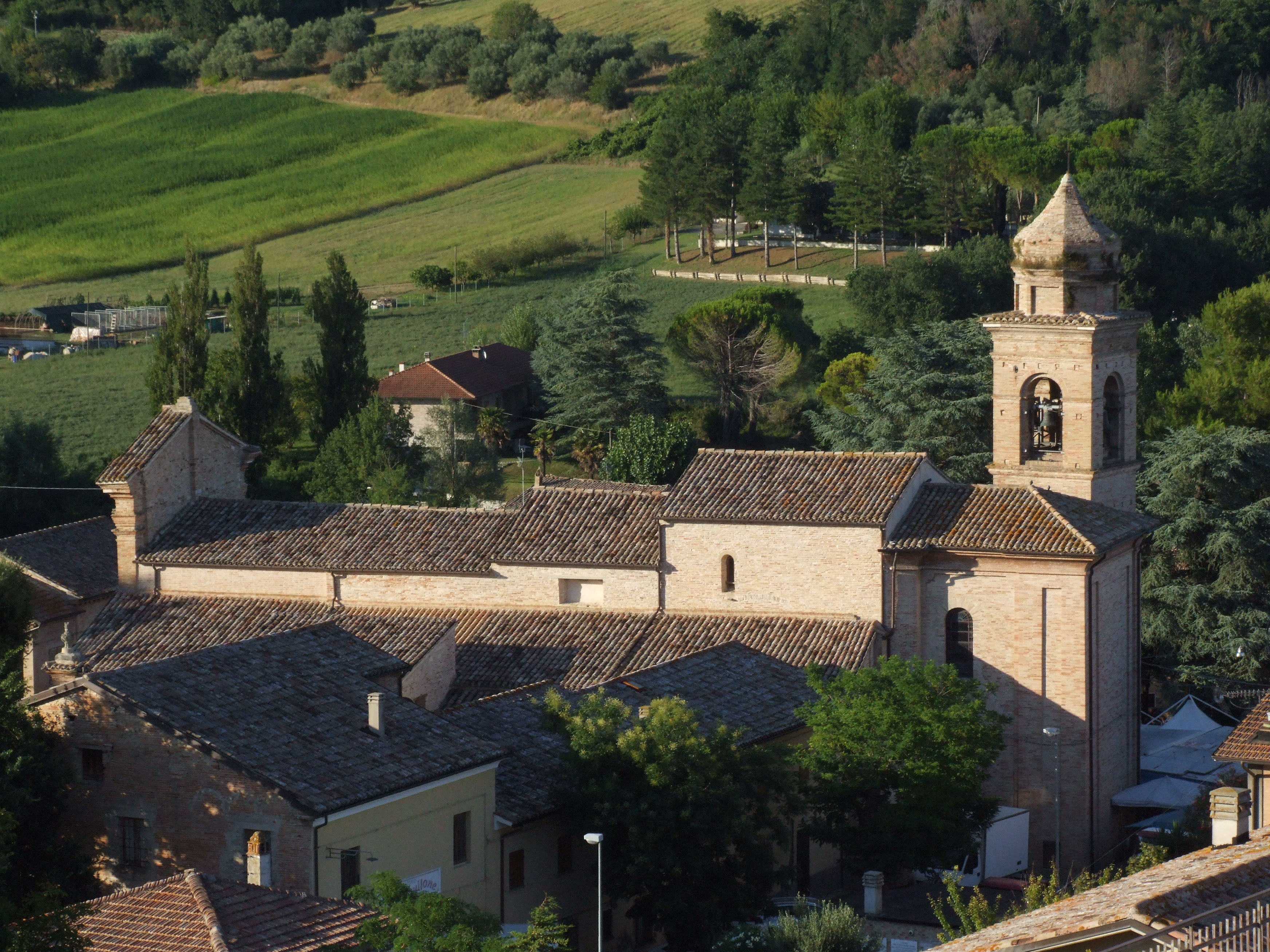
La chiesa basilicale dell'abbazia benedettina di San Lorenzo in Campo

Il 1º giugno 1973 Costanzo Micci fu nominato vescovo di Fano e di Fossombrone e, il 15 gennaio 1977, vescovo di Cagli e Pergola: in questo modo le diocesi si trovarono unite in persona episcopi, restando Cagli e Pergola unite aeque principaliter.
Il 30 settembre 1986, con il decreto Instantibus votis della Congregazione per i Vescovi, è stata stabilita la plena unione delle diocesi di Fano, Fossombrone, Cagli e Pergola e la nuova circoscrizione ecclesiastica ha assunto il nome attuale: primo vescovo della nuova diocesi, suffraganea dell'arcidiocesi di Urbino-Urbania-Sant'Angelo in Vado, è stato Mario Cecchini.
Nel 1990 due parrocchie del comune di Piobbico (San Donato e Santa Maria) vengono annesse all'arcidiocesi di Urbino-Urbania-Sant'Angelo in Vado.
Il 2 marzo 2000 la diocesi è entrata far parte della provincia ecclesiastica dell'arcidiocesi di Pesaro.
Il 14 dicembre 2013 è stato inaugurato, nei locali dell'ex seminario pontificio regionale marchigiano di Fano, il "Museo diocesano" costituito da due sezioni: la sezione lapidaria, costituita da una serie di reperti epigrafici, ornamentali e figurativi, nella maggior parte di ignota provenienza; e la sezione museale, con opere di notevole e vario interesse storico, artistico e liturgico.

## Cronotassi dei vescovi
Si omettono i periodi di sede vacante non superiori ai 2 anni o non storicamente accertati.

### Vescovi di Fano
- Tolomeo ? †
- Eusebio ? †[29]
- Anonimo ? †[30]
- San Paterniano † (IV secolo)
- Anonimo ? †
- San Vitale † (menzionato nel 499)
- Sant'Eusebio † (prima di novembre 502 - dopo Pasqua 526)[31]
- Leone ? † (589 - 595/596)[32]
- San Fortunato † (menzionato nel 596)[33]
- Sant'Orso † (circa 625 - circa 639 deceduto)
- Scolastico † (menzionato nel 649)
- Domenico † (menzionato nel 680)
- Pietro I ? †[34]
- Amato † (menzionato nel 743)[35]
- Mauro † (menzionato nel 769)[35]
- Agriperto † (menzionato nell'826[35] - 851 deceduto)
- Giovanni I † (851 - 877 deceduto)
- Marco † (877 - ?)
- Romano † (prima dell'887 - dopo il 904)
- Riccardo I † (prima del 963 - dopo il 967)
- Gerardo ? † (menzionato nel 983)[36]
- Rinaldo o Rainaldo I † (circa 1010 - ?)
- Alberto ? † (menzionato nel 1027)[37]
- Ugo † (menzionato nel 1036)[38]
- Arduino † (prima del 1050 - dopo il 1085)[38]
- Pietro II † (circa 1090 - novembre 1135 deceduto)[38]
- Rinaldo o Rainaldo II † (1136 - 1165 deceduto)
- Carbo o Carbone † (1165 - 1177 deceduto)
- Monaldo † (1178 - 1214 deceduto)
- Riccardo II † (prima del 16 marzo 1214 - 1223)
- Alberto II † (1223 - 1240)[39]
- Gregorio, O.P. † (1240 - 1245)
- Adiuto † (1245 - 1265 deceduto)
- Morando, O.P. † (4 ottobre 1265 - 1275 o 1276 deceduto)
- Fedemondo o Fedismondo † (15 luglio 1278 - novembre 1283 deceduto)
- Borromeo o Bonomo o Romano † (13 dicembre 1283 - 1288 o 1289 deceduto)
- Francesco I † (17 aprile 1289 - 12 dicembre 1295 nominato vescovo di Senigallia)
- Berardo, O.S.B. † (12 dicembre 1295 - agosto 1305 deceduto)
- Giacomo I † (22 gennaio 1306 - 1312 deceduto)
- Giacomo II † (12 giugno 1312 - prima dell'11 settembre 1339 deceduto)
- Pietro III † (10 luglio 1342 - 1356 deceduto)
- Luca Mannelli, O.P. † (22 gennaio 1358 - 1362 dimesso o deceduto)
- Leone II (Leoncino), O.F.M. † (8 novembre 1362 - 1388 deceduto)
- Pietro IV, O.E.S.A. † (26 febbraio 1389 - aprile 1394 deceduto)
- Giovanni II, O.P. † (14 ottobre 1394 - 1407 deceduto)
- Antonio I David † (20 maggio 1407 - 1417 deceduto)[40]
  - Antonio Carbone † (1410 - 1413) (antivescovo)[40]
- Giovanni Firmoni † (15 dicembre 1417 - 1419 deceduto)
- Giovanni Bertoldi, O.F.M. † (1419 - 15 febbraio 1445 deceduto)[41]
- Giovanni Enrico De Tonsis, O.F.M. † (10 marzo 1445 - 1482 deceduto)
- Domenico Antonio, O.F.M. † (2 agosto 1482 - 1499 deceduto)
- Giovanni Battista Bertuccioli, O.S.B. † (11 settembre 1500 - 1518 deceduto)
- Gregorio (Goro) Gheri † (10 novembre 1518 - prima del 17 febbraio 1524 dimesso)
  - Ercole Gonzaga † (prima del 17 febbraio 1524 - 1530 dimesso) (amministratore apostolico)
  - Cosimo Gheri † (24 gennaio 1530 - 22 o 24 settembre 1537 deceduto) (vescovo eletto)[42]
- Pietro Bertani, O.P. † (28 novembre 1537 - 8 marzo 1558 deceduto)
  - Ercole Gonzaga † (1558 - 1560 dimesso) (amministratore apostolico per la seconda volta)
- Ippolito Capilupi † (21 gennaio 1560 - 1567 dimesso)
- Francesco Rusticucci † (31 gennaio 1567 - 1587 deceduto)
- Giulio Ottinelli † (28 settembre 1587 - 25 febbraio 1603 deceduto)
- Tommaso Lapis † (21 aprile 1603 - 2 giugno 1622 deceduto)
- Francesco III Boncompagni † (11 luglio 1622 - 2 marzo 1626 nominato arcivescovo di Napoli)
- Giulio Cesare Sacchetti † (17 marzo 1626 - 16 settembre 1635 dimesso)
- Ettore Diotallevi † (16 settembre 1635 - 30 aprile 1641 deceduto)[43]
- Alessandro Castracane † (22 giugno 1643 - 22 luglio 1649 deceduto)
- Giovanni Battista Alfieri † (9 dicembre 1649 - 17 settembre 1676 deceduto)
- Angelo Maria Ranuzzi † (18 aprile 1678 - 17 maggio 1688 nominato arcivescovo di Bologna)
- Taddeo Luigi dal Verme † (20 dicembre 1688 - 2 gennaio 1696 nominato vescovo di Imola)
- Giovanni Battista Giberti † (17 dicembre 1696 - 26 novembre 1720 deceduto)
- Alessandro Dolfi † (16 luglio 1721 - 14 agosto 1733 deceduto)
- Giacomo Beni † (28 settembre 1733 - 16 giugno 1764 deceduto)
- Giovanni Battista Orsi † (17 dicembre 1764 - 26 dicembre 1774 deceduto)
- Pellegrino Consalvi † (13 marzo 1775 - 2 febbraio 1787 deceduto)
- Antonio Gabriele Severoli † (23 aprile 1787 - 28 settembre 1801 nominato arcivescovo titolare di Petra di Palestina)[44]
  - Sede vacante (1801-1808)
- Francesco Paolucci Mancinelli † (11 gennaio 1808 - ottobre 1815 deceduto)
- Nicola Serarcangeli † (14 aprile 1817 - 11 giugno 1833 deceduto)
- Luigi Carsidoni † (29 luglio 1833 - 3 dicembre 1856 deceduto)
- Filippo Vespasiani † (15 dicembre 1856 - 7 ottobre 1877 deceduto)
- Camillo Santori † (28 dicembre 1877 - 9 maggio 1882 dimesso[45])
- Camillo Ruggeri † (3 luglio 1882 - 23 marzo 1896 deceduto)
- Vincenzo Franceschini † (22 giugno 1896 - 29 marzo 1916 deceduto)[46]
- Giustino Sanchini † (5 giugno 1916 - 23 febbraio 1937 deceduto)
- Vincenzo Del Signore † (20 settembre 1937 - 13 marzo 1967 deceduto)
  - Sede vacante (1967-1973)
- Costanzo Micci † (1º giugno 1973 - 4 settembre 1985 deceduto)
- Mario Cecchini † (11 febbraio 1986 - 30 settembre 1986 nominato vescovo di Fano-Fossombrone-Cagli-Pergola)

### Vescovi di Fossombrone
La tradizione locale, a partire dal XVI secolo, ha integrato la cronotassi di Fossombrone con nomi di vescovi non documentati storicamente, anticipando la fondazione della diocesi al I secolo. I vescovi sono: Settimio (109), Fabiano (127), Adriano (222), Innocenzo (231), Andrea (310), Alessandro (409), Carlo (435). Secondo Francesco Lanzoni questi vescovi sono nomi di fantasia.
- San Timoteo † (circa 284 - 304)
- Innocenzo II † (prima del 499 - dopo il 502)[48]
- Paolino † (menzionato nel 559)[49]
- Marco ? † (649)[50]
- Paolo ? † (735)[50]
- Leopardo † (menzionato nell'826)
- Giovanni † (prima dell'853 - dopo l'869)[51]
- Pietro I † (prima dell'876 - dopo l'878)
- Andrea ? † (menzionato nel 908)[50]
- Reginaldo † (menzionato nel 967)[52]
- Adamo † (prima del 1036 - dopo aprile 1044)[52]
- Anonimo †[53]
- Benedetto † (prima del 1049- dopo maggio 1070)[52]
- Folcuino o Folco † (prima del 1076 - dopo il 1086)[52]
- Ubaldo ? † (menzionato nel 1099)[50]
- Monaldo I ? † (menzionato nel 1112)[50]
- Gualfredo † (prima del 1140 - dopo il 1046)
- Niccolò II † (prima del 1179 - dopo il 1197)
- Monaldo II † (prima del 1219 - circa 1230 deceduto)
- Sant'Aldebrando † (circa 1230 - dopo agosto 1249 deceduto)[54]
- Beato Riccardo ? † (circa 1250 - 1255)[55]
- Gentile I † (prima di marzo 1255 - dopo il 1265)
- Ildebrando † (menzionato nel 1270)
- Gentile II † (? - circa 1286 deceduto)[56]
- Giacomo o Iacopo † (25 febbraio 1286 - 1295 deceduto)
- Monaldo II † (12 ottobre 1296 - 1304 deceduto)
- Giovanni III, O.S.B. † (17 febbraio 1304 - 1317 deceduto)
- Pietro de' Gabrielli † (24 aprile 1317 - 8 agosto 1327 nominato vescovo di Gubbio)
- Filippo † (25 settembre 1327 - 1333 deceduto)
- Arnaldo † (1333 - 7 ottobre 1342 nominato vescovo di Apt)
- Ugolino † (20 novembre 1342 - 1363 deceduto)
- Galvano o Garrano di Padova, O.E.S.A. † (11 dicembre 1363 - ottobre 1372 deceduto)
- Oddone Ranieri † (23 novembre 1372 - 1408 deceduto)
- Ruello de' Roelli † (1408 - 1420 deceduto)
- Giovanni Mucci † (12 agosto 1420 - 1432 deceduto)
- Delfino Gozzardini, O.Cist. † (23 marzo 1433 - 1434 deceduto)
- Andrea da Montecchio † (18 agosto 1434 - 29 ottobre 1434 nominato vescovo di Osimo)
- Gabriele Benveduti † (29 ottobre 1434 - 1449 deceduto)
- Agostino Lanfranchi † (25 giugno 1449 - 25 settembre 1469 deceduto)
- Gerolamo Santucci † (13 ottobre 1469 - 25 luglio 1494 deceduto)
- Paolo da Middelburg † (30 luglio 1494 - 1534 deceduto)
- Giovanni Guidiccioni † (16 dicembre 1534 - 1541 deceduto)
- Niccolò Ardinghelli † (13 luglio 1541 - 16 marzo 1547 dimesso)
- Lodovico Ardinghelli † (16 marzo 1547 - 2 o 9 febbraio 1569 deceduto)
- Alessandro Mazza † (1º aprile 1569 - 1575 dimesso)
- Orazio Montegranelli † (29 aprile 1577 - aprile 1579 deceduto)
- Ottavio Accoramboni † (15 maggio 1579 - 1610 dimesso)
- Giovanni Canauli (Cannuli) † (2 agosto 1610 - 1612 dimesso)
- Lorenzo Landi † (4 luglio 1612 - 12 dicembre 1627 deceduto)
- Benedetto Landi † (5 giugno 1628 - 15 novembre 1632 dimesso)
- Giovanni Battista Landi † (21 febbraio 1633 - 20 maggio 1647 deceduto)
- Giambattista Zeccadoro † (24 agosto 1648 - 16 novembre 1696 deceduto)
- Lorenzo Fabbri (Fabri), O.F.M.Conv. † (14 gennaio 1697 - 17 aprile 1709 deceduto)
- Carlo Palma † (19 giugno 1709 - marzo 1718 deceduto)
- Eustachio Palma † (11 maggio 1718 - 2 settembre 1754 deceduto)
- Apollinare Peruzzini, O.S.A. † (17 marzo 1755 - 25 gennaio 1774 deceduto)
- Rocco Maria Barsanti, C.R.M. † (13 marzo 1775 - 20 settembre 1779 nominato vescovo di Pesaro)
- Felice Paoli † (20 settembre 1779 - 12 maggio 1800 nominato vescovo di Recanati e Loreto)
- Stefano Bellini † (11 agosto 1800 - 23 marzo 1807 nominato vescovo di Recanati e Loreto)
- Giulio Maria Alvisini † (11 gennaio 1808 - 31 agosto 1823 deceduto)
- Ludovico Luigi Ugolini † (24 maggio 1824 - 16 novembre 1850 deceduto)
- Filippo Fratellini † (17 febbraio 1851 - 13 aprile 1884 deceduto)
- Alessio Maria Biffoli, O.S.M. † (13 aprile 1884 succeduto - 21 febbraio 1892 deceduto)
- Vincenzo Franceschini † (11 luglio 1892 - 22 giugno 1896 nominato vescovo di Fano)
- Dionisio Alessandri † (22 giugno 1896 - 22 agosto 1904 deceduto)
- Achille Quadrozzi † (14 novembre 1904 - 5 dicembre 1913 deceduto)
- Pasquale Righetti † (19 febbraio 1914 - 20 dicembre 1926 nominato vescovo di Savona e Noli)
  - Sede vacante (1926-1931)
- Amedeo Polidori † (23 settembre 1931 - 2 febbraio 1961 dimesso[57])
- Vittorio Cecchi † (10 febbraio 1961 - 1º giugno 1973 nominato vescovo ausiliare di Macerata e Tolentino, Cingoli, Recanati e Treia[58])
- Costanzo Micci † (1º giugno 1973 - 4 settembre 1985 deceduto)
- Mario Cecchini † (11 febbraio 1986 - 30 settembre 1986 nominato vescovo di Fano-Fossombrone-Cagli-Pergola)

### Vescovi di Cagli
Incerta e controversa è la cronotassi dei vescovi di Cagli per il primo millennio, a causa dell'omonimia tra i nomi latini di Cagli (Calliensis), di Calvi (Calvensis o Calensis) e di Gallese (Gallensis), cosa che ha indotto gli autori ad assegnare a questa o a quella diocesi i vescovi documentati dalle fonti.
- Greciano ? † (menzionato nel 359)[59]
- Romano ? † (menzionato nel 499)[19]
- Vaticano ? † (menzionato nel 502)[60]
- Donato ? † (? - 721 deceduto)[61]
- Passivo I (o Podio) ? † (721 - ?)[61]
- Anastasio ? † (menzionato nel 731)[62]
- Rodolfo † (menzionato nel 761)[63]
- Gioviano † (menzionato nel 769)[64]
- Adelfredo † (menzionato nel 774)
- Passivo II † (menzionato nell'826)[65]
- Andrea † (menzionato nell'853)[66]
- Martino I † (menzionato nell'861)[67]
- Giovanni I † (menzionato nell'881)
- Odolardo † (menzionato nell'887)
- Martino II † (menzionato nell'898)
- Giovanni II ? † (prima del 967 - dopo il 968)[68]
- Liutolfo † (? - 1045 dimesso)[69]
- Ugo I † (prima del 1058 - dopo il 1062)[70]
- Giovanni III (Morigi ?) † (menzionato a luglio 1068)[71]
- Ugo II (Siccardi ?) † (prima di maggio 1070 - dopo il 1093)[72]
- Ambrogio † (menzionato nel 1106 o 1116)[73]
- Quirico (o Quinico o Giumeo) † (menzionato nel 1154)
- San Rainerio † (prima del 1160 - 1175 nominato arcivescovo di Spalato)
- Alloderico (o Alloderio) † (1176 - circa 1211 deceduto)
- Andronico † (1211 - ?)
- Anselmo † (menzionato nel 1217)
- Alberto † (menzionato nel 1229)
- Egidio, O.S.B. † (1233 - 1259 deceduto)
- Morando, O.P. † (1259 - 4 ottobre 1265 nominato vescovo di Fano)
- Ugolino Acquaviva † (22 settembre 1266 - circa 1269 deceduto)
  - Iacopo o Ugolino † (prima dell'8 settembre 1270 - 1276 deceduto) (amministratore apostolico)
- Rinaldo Siccardi † (1276 - ? deceduto)
- Guglielmo Mastini † (21 luglio 1285 - 28 marzo 1295 nominato vescovo di Aquino)
- Ottavio, O.S.B. † (2 gennaio 1296 - 1296 deceduto)
- Agnolo o Angelo da Camerino, O.E.S.A. † (17 dicembre 1296 - 22 aprile 1298 nominato vescovo di Fiesole)
- Lituardo Cerruti o Cervati † (22 aprile 1298 - 1301 ?)
- Pacifico † (menzionato nel 1301)
- Giovanni † (menzionato nel 1304)
- Rogerio Todini, O.F.M. † (menzionato nel 1315)
- Pietro I † (25 febbraio 1319 - 25 gennaio 1326 deposto)
- Alberto o Roberto Sicardi, O.F.M. † (14 marzo 1328 - 1342 deceduto)
- Guido Luzi o Guidone Spini † (4 marzo 1342 - 13 settembre 1347 deceduto)
- Pietro II, O.P. † (prima del 30 aprile 1348 - 1353)
- Tommaso Sferrato, O.F.M. † (6 novembre 1353 - 29 gennaio 1378 nominato vescovo di Marsico Nuovo)
- Agostino, O.E.S.A. † (15 febbraio 1378 - 12 novembre 1395 nominato vescovo di Gaeta)
  - Agostino, O.E.S.A. † (14 novembre 1395 - agosto 1397 deceduto) (amministratore apostolico)
- Niccolò Merciario o Marciari † (7 luglio 1398 - 3 novembre 1413 dimesso[74])
- Giovanni Buono Luzi † (3 novembre 1413 - 1429 deceduto)
- Genesio o Senesio † (27 dicembre 1429 - 1439 deceduto)
- Antonio Severi o Severini † (14 dicembre 1439 - 15 luglio 1444 nominato vescovo di Gubbio)
- Simone Paolo Crispigni o Grespigni † (14 ottobre 1444 - ottobre 1460 deceduto)
- Consoluccio o Consoluto Mastini † (18 ottobre 1460 - 11 marzo 1474 dimesso)
- Pierantonio Mastini † (11 marzo 1474 - 1478 deceduto)
- Guido Bonclerici o Boncheri † (9 settembre 1478 - febbraio 1484 deceduto)
- Barzio o Barozio Barzi † (29 marzo 1484 - 15 maggio 1494 deceduto)
- Bartolomeo Torelli, O.P. † (23 luglio 1494 - 1496 deceduto)
- Gaspare Golfi, O.F.M. † (5 marzo 1498 - gennaio 1503 deceduto)
- Ludovico de Lagoria, O.P. † (8 marzo 1503 - 23 febbraio 1504 nominato vescovo di Lavello)
- Bernardino De Lei † (23 febbraio 1504 - 6 gennaio 1506 deceduto)
- Antonio Crastini (o Castriani), O.F.M. † (17 marzo 1506 - 21 maggio 1507 nominato vescovo di Montefeltro)
- Giorgio Benigno Salviati, O.F.M. † (21 maggio 1507 - circa marzo 1513 nominato arcivescovo di Nazareth)
- Tommaso Albizi (o Albini), O.P. † (1513 - 10 febbraio 1525 nominato vescovo titolare di Betlemme)
- Cristoforo Guidalotti Ciocchi del Monte † (10 febbraio 1525 - 27 giugno 1550 nominato vescovo di Marsiglia)
- Giovanni Ciocchi del Monte † (27 giugno 1550 - 10 agosto 1554 deceduto)
- Cristoforo Guidalotti Ciocchi del Monte † (9 marzo 1556 - 27 ottobre 1564 deceduto) (per la seconda volta)
- Giovanni Battista Torleoni † (7 febbraio 1565 - 20 luglio 1567 deceduto)
- Paolo Mario della Rovere † (8 ottobre 1567 - 12 giugno 1591 deceduto)
- Ascanio Libertano (Libertani) † (19 luglio 1591 - 10 marzo 1607 deceduto)
- Timocrate (Democrate) Aloigi † (14 maggio 1607 - 17 febbraio 1610 deceduto)
- Filippo Bili (Bigli), C.R. † (17 maggio 1610 - 24 agosto 1629 deceduto)
- Giovanni Francesco Passionei † (3 dicembre 1629 - 27 novembre 1641 nominato vescovo di Pesaro)
- Pacifico Trani (Trasi), O.F.M. † (24 marzo 1642 - 31 dicembre 1659 o 1º gennaio 1660 deceduto)
- Castracane De' Castracani † (5 maggio 1660 - 17 ottobre 1669 deceduto)
- Andrea Tamantini † (6 ottobre 1670 - marzo 1685 deceduto)
- Giulio Giacomo Castellani, C.R.S.A. † (1º aprile 1686 - gennaio 1694 deceduto)
- Benedetto Luperti † (19 aprile 1694 - 23 settembre 1709 deceduto)
- Alfonso De' Belincioni † (7 aprile 1710 - 12 giugno 1721 deceduto)
- Gianfrancesco De' Bisleti † (24 settembre 1721 - 9 dicembre 1726 nominato vescovo di Segni)
- Girolamo Maria Allegri, O.S.M. † (9 dicembre 1726 - 1744 deceduto)
- Silvestro Lodovico Paparelli † (7 settembre 1744 - 7 ottobre 1754 deceduto)
- Lodovico Agostino Bertozzi † (16 dicembre 1754 - 20 settembre 1802 deceduto)
  - Sede vacante (1802-1806)
- Alfonso Cingari † (31 marzo 1806 - 14 giugno 1817 deceduto)
- Carlo Monti † (25 maggio 1818 - 18 gennaio 1819 nominato vescovo di Cagli e Pergola)

### Vescovi di Cagli e Pergola
- Carlo Monti † (18 gennaio 1819 - 7 gennaio 1842 deceduto)
- Bonifacio Cajani † (22 luglio 1842 - 9 giugno 1863 deceduto)
- Francesco Andreoli † (21 dicembre 1863 - 9 maggio 1875 deceduto)
- Luigi Raffaele Zampetti † (5 luglio 1875 - 29 settembre 1876 nominato vescovo di Rimini)
- Gioachino Cantagalli † (29 settembre 1876 - 10 novembre 1884 nominato vescovo di Faenza)
- Giovanni Battista Scotti † (10 novembre 1884 - 18 maggio 1894 nominato vescovo di Osimo e Cingoli)
- Giuseppe Maria Aldanesi † (18 marzo 1895 - 16 maggio 1906 dimesso)[75]
  - Sede vacante (1906-1908)
- Ettore Fronzi † (12 settembre 1908 - 14 dicembre 1918 nominato arcivescovo di Camerino)
- Augusto Curi † (23 dicembre 1918- 5 maggio 1925 nominato arcivescovo di Bari)
- Giuseppe Venturi † (9 luglio 1926 - 18 febbraio 1931 nominato arcivescovo di Chieti)
- Filippo Mantini † (22 giugno 1931 - 13 marzo 1939 deceduto)
- Raffaele Campelli † (8 agosto 1939 - 15 gennaio 1977 ritirato)
- Costanzo Micci † (15 gennaio 1977 - 4 settembre 1985 deceduto)
- Mario Cecchini † (11 febbraio 1986 - 30 settembre 1986 nominato vescovo di Fano-Fossombrone-Cagli-Pergola)

### Vescovi di Fano-Fossombrone-Cagli-Pergola
- Mario Cecchini † (30 settembre 1986 - 8 settembre 1998 dimesso)
- Vittorio Tomassetti † (8 settembre 1998 succeduto - 21 luglio 2007 ritirato)
- Armando Trasarti (21 luglio 2007 - 3 maggio 2023 ritirato)
- Andrea Andreozzi, dal 3 maggio 2023

## Persone legate alla diocesi

### Santi
- San Geronzio (? - Cagli, 504), patrono di Cagli.
- San Rainerio di Cagli (1100 - Spalato, 1180) compatrono della città e diocesi di Cagli e dell'arcidiocesi di Spalato.
- Sant'Aldebrando di Fossombrone (Sorrivoli, 1164 – Fossombrone, 30 aprile 1247 c.a.)

### Beati
- Beato Giovannino da Cagli, T.O.R. al secolo Giovanni Saziari (Cagli, 1327 - 1372)
- Beato Sante Brancorsini da Urbino, O.F.M., al secolo Giansante Brancorsini (Montefabbri, 1343 - Mombaroccio, 1394)
- Beato Benedetto Passionei da Urbino, O.F.M.Cap., al secolo Marco Passionei (Urbino, 13 settembre 1560 – Fossombrone, 30 aprile 1625)
- Beato Michelangelo Nanni (Cagli, 1593 - Roma, 1671)

### Altri
- Papa Clemente VIII (Fano, 24 febbraio 1536 - Roma, 3 marzo 1605), 231º papa della Chiesa cattolica dal 1592.
- Cardinale Berardo Berardi (Cagli, prima metà del XIII secolo - Spoleto, 1291), cardinale vescovo di Palestrina.
- Cardinale Gabriele de' Gabrielli (Fano, 1445 - Roma, 5 novembre 1511), cardinale diacono di Sant'Agata in Suburra.
- Cardinale Giovanni Aldobrandini (Fano o Firenze, 1525 o 1535 - Roma, 2, 4 o 7 settembre 1573), fratello di papa Clemente VIII.
- Cardinale Girolamo Rusticucci (Cartoceto, gennaio 1537 - Roma, 14 giugno 1603), cardinale vescovo di Porto e Santa Rufina.
- Cardinale Domenico Silvio Passionei (Fossombrone, 2 dicembre 1682 - Roma, 5 luglio 1761), cardinale presbitero di San Bernardo alle Terme Diocleziane e di San Lorenzo in Lucina.
- Cardinale Marcantonio Marcolini (Fano, 22 novembre 1721 - Fano, 18 giugno 1782), cardinale presbitero di Sant'Onofrio.
- Cardinale Francesco Roberti (Pergola, 7 luglio 1889 - Roma, 16 luglio 1977), cardinale presbitero dei Santi XII Apostoli e prefetto della Segnatura Apostolica.
- Cardinale Giuseppe Paupini (Mondavio, 25 febbraio 1907 - Roma, 18 luglio 1992), cardinale presbitero di Ognissanti in Via Appia Nuova
- Cardinale Pietro Palazzini (Piobbico, 1912 - Roma, 2000), cardinale presbitero di San Girolamo della Carità
- Cardinale Elio Sgreccia (Nidastore, 6 giugno 1928 - Roma, 5 giugno 2019), cardinale diacono di Sant'Angelo in Pescheria e presidente emerito della Pontificia Accademia per la Vita.
- Arcivescovo Giovanni Tonucci (Fano, 4 dicembre 1941), arcivescovo prelato emerito di Loreto
- Vescovo Sante Lanucci (Mondavio, 28 settembre 1686 - 31 maggio 1765), vescovo di Civita Castellana e Orte
- Vescovo Ferdinando Baldelli (Pergola, 26 settembre 1886 - Roma, 20 settembre 1963), vescovo titolare di Aperle

## Statistiche
La diocesi nel 2023 su una popolazione di 142.300 persone contava 134.500 battezzati, corrispondenti al 94,5% del totale.
| anno                                      | popolazione | popolazione | popolazione | presbiteri | presbiteri | presbiteri | presbiteri                | diaconi | religiosi | religiosi | parrocchie |
| anno                                      | battezzati  | totale      | %           | numero     | secolari   | regolari   | battezzati per presbitero | diaconi | uomini    | donne     | parrocchie |
| ----------------------------------------- | ----------- | ----------- | ----------- | ---------- | ---------- | ---------- | ------------------------- | ------- | --------- | --------- | ---------- |
| diocesi di Fano                           |             |             |             |            |            |            |                           |         |           |           |            |
| 1950                                      | 60.590      | 60.590      | 100,0       | 128        | 80         | 48         | 473                       |         | 62        | 210       | 47         |
| 1970                                      | 75.000      | 75.000      | 100,0       | 138        | 97         | 41         | 543                       |         | 49        | 230       | 52         |
| 1980                                      | 79.500      | 80.000      | 99,4        | 111        | 77         | 34         | 716                       |         | 34        | 180       | 53         |
| diocesi di Fossombrone                    |             |             |             |            |            |            |                           |         |           |           |            |
| 1950                                      | 27.716      | 27.716      | 100,0       | 61         | 55         | 6          | 454                       |         | 7         | 45        | 40         |
| 1969                                      | 19.105      | 19.157      | 99,7        | 56         | 42         | 14         | 341                       |         | 16        | 28        | 23         |
| 1980                                      | 20.100      | 20.200      | 99,5        | 54         | 47         | 7          | 372                       |         | 7         | 17        | 43         |
| diocesi di Cagli e Pergola                |             |             |             |            |            |            |                           |         |           |           |            |
| 1950                                      | 33.607      | 34.280      | 98,0        | 80         | 65         | 15         | 420                       |         | 16        | 78        | 53         |
| 1959                                      | 33.012      | 34.110      | 96,8        | 68         | 54         | 14         | 485                       |         | 15        | 70        | 54         |
| 1969                                      | 25.738      | 25.752      | 99,9        | 64         | 50         | 14         | 402                       |         | 18        | 71        | 34         |
| 1980                                      | 26.060      | 26.224      | 99,4        | 45         | 35         | 10         | 579                       |         | 15        | 56        | 60         |
| diocesi di Fano-Fossombrone-Cagli-Pergola |             |             |             |            |            |            |                           |         |           |           |            |
| 1990                                      | 132.140     | 133.340     | 99,1        | 194        | 149        | 45         | 681                       | 1       | 47        | 244       | 80         |
| 1999                                      | 121.000     | 125.000     | 96,8        | 163        | 122        | 41         | 742                       | 11      | 48        | 207       | 74         |
| 2000                                      | 121.132     | 122.502     | 98,9        | 163        | 123        | 40         | 743                       | 11      | 47        | 167       | 74         |
| 2001                                      | 121.215     | 122.900     | 98,6        | 160        | 120        | 40         | 757                       | 11      | 47        | 167       | 74         |
| 2002                                      | 122.100     | 127.300     | 95,9        | 152        | 115        | 37         | 803                       | 11      | 44        | 161       | 74         |
| 2003                                      | 123.600     | 128.150     | 96,4        | 143        | 110        | 33         | 864                       | 11      | 39        | 157       | 74         |
| 2004                                      | 124.300     | 128.900     | 96,4        | 142        | 109        | 33         | 875                       | 11      | 37        | 162       | 74         |
| 2006                                      | 126.064     | 128.916     | 97,8        | 142        | 106        | 36         | 887                       | 13      | 43        | 162       | 74         |
| 2013                                      | 134.000     | 138.065     | 97,1        | 124        | 96         | 28         | 1.080                     | 16      | 36        | 146       | 74         |
| 2016                                      | 134.000     | 138.065     | 97,1        | 136        | 102        | 34         | 985                       | 17      | 43        | 143       | 74         |
| 2019                                      | 133.600     | 138.375     | 96,5        | 123        | 88         | 35         | 1.086                     | 17      | 44        | 143       | 74         |
| 2021                                      | 137.850     | 142.850     | 96,5        | 115        | 80         | 35         | 1.198                     | 19      | 41        | 141       | 74         |
| 2023                                      | 134.500     | 142.300     | 94,5        | 99         | 68         | 31         | 1.358                     | 18      | 37        | 110       | 73         |

### Per la sede di Fano
- (LA) Ferdinando Ughelli, Italia sacra, vol. I, seconda edizione, Venezia, 1717,  coll. 656-672.
- Giuseppe Cappelletti, Le Chiese d'Italia dalla loro origine sino ai nostri giorni, vol. VII, Venezia, 1848,  pp. 321–433.
- Francesco Lanzoni, Le diocesi d'Italia dalle origini al principio del secolo VII (an. 604), vol. I, Faenza, 1927,  pp. 497–499.
- (LA) Paul Fridolin Kehr, Italia pontificia, vol. IV, Berolini, 1909,  pp. 184–191.
- (DE) Gerhard Schwartz, Die Besetzung der Bistümer Reichsitaliens unter den sächsischen und salischen Kaisern : mit den Listen der Bischöfe, 951-1122, Leipzig-Berlin, 1913,  pp. 242-243.
- (LA) Pius Bonifacius Gams, Series episcoporum Ecclesiae Catholicae, Graz, 1957,  pp. 689–691.
- (LA)  Konrad Eubel, Hierarchia Catholica Medii Aevi, vol. 1, p. 245; vol. 2, p. 152; vol. 3, p. 194; vol. 4, pp. 184–185; vol. 5, p. 198; vol. 6, p. 213.

### Per la sede di Fossombrone
- (EN) Scheda della diocesi, su catholic-hierarchy.org.
- (EN) Scheda della diocesi, su gcatholic.org.
- (LA) Ferdinando Ughelli, Italia sacra, vol. II, seconda edizione, Venezia, 1717,  coll. 826-840.
- Giuseppe Cappelletti, Le Chiese d'Italia dalla loro origine sino ai nostri giorni, III, Venezia, 1845,  pp. 265–283.
- Francesco Lanzoni, Le diocesi d'Italia dalle origini al principio del secolo VII (an. 604), vol. I, Faenza, 1927,  pp. 495–497.
- (LA) Paul Fridolin Kehr, Italia pontificia, vol. IV, Berolini, 1909,  pp. 214–217.
- (DE) Gerhard Schwartz, Die Besetzung der Bistümer Reichsitaliens unter den sächsischen und salischen Kaisern : mit den Listen der Bischöfe, 951-1122, Leipzig-Berlin, 1913,  pp. 243-244.
- (LA) Pius Bonifacius Gams, Series episcoporum Ecclesiae Catholicae, Graz, 1957,  pp. 698–699.
- (LA)  Konrad Eubel, Hierarchia Catholica Medii Aevi, vol. 1, p. 254; vol. 2, p. 156; vol. 3, p. 198; vol. 4, pp. 189–190; vol. 5, p. 204; vol. 6, pp. 218–219

### Per la sede di Cagli
- (EN) Scheda della diocesi, su gcatholic.org.
- (LA) Ferdinando Ughelli, Italia sacra, vol. II, seconda edizione, Venezia, 1717,  coll. 808-826.
- Giuseppe Cappelletti, Le Chiese d'Italia dalla loro origine sino ai nostri giorni, III, Venezia, 1845,  pp. 235–253.
- Francesco Lanzoni, Le diocesi d'Italia dalle origini al principio del secolo VII (an. 604), vol. I, Faenza, 1927,  pp. 494–495.
- Antonio Tarducci, De' vescovi di Cagli, Cagli, 1896.
- (LA) Paul Fridolin Kehr, Italia pontificia, vol. IV, Berolini, 1909,  pp. 222–226.
- (DE) Gerhard Schwartz, Die besetzung der bistümer Reichsitaliens unter den sächsischen und salischen kaisern: mit den listen der bischöfe, 951-1122, Leipzig-Berlin, 1913,  pp. 241-242.
- (LA) Pius Bonifacius Gams, Series episcoporum Ecclesiae Catholicae, Graz, 1957,  pp. 677–679.
- (LA)  Konrad Eubel, Hierarchia Catholica Medii Aevi, vol. 1, p. 158; vol. 2, p. 115; vol. 3, p. 147; vol. 4, p. 129; vol. 5, p. 137; vol. 6, pp. 140–141.

### Per la sede di Cagli e Pergola
- (EN) Scheda delle diocesi, su catholic-hierarchy.org.
- (EN) Scheda della diocesi, su gcatholic.org.
- Giuseppe Cappelletti, =Le Chiese d'Italia dalla loro origine sino ai nostri giorni, III, Venezia, 1845,  pp. 254–263.
- (LA) Bolla Romani Pontifices, in Bullarii romani continuatio, Tomo VII, Prato, 1852,  pp. 1707–1708.
- (LA) Bolla Commissa tenuitati, in Bullarii romani continuatio, Tomo XV, Roma, 1853,  pp. 155–163.